# Horta do Ourives
A Horta do Ourives é um edifício "notável" de Faro actualmente designado como Solar do Capitão Mor no âmbito do Teatro Municipal de Faro e situado ao lado do Teatro das Figuras.

## História e descrição
O complexo da Horta do Ourives pode ser classificado como um exemplo de um solar rural, destacando-se os seus telhados, em tesoura. Anexo ao edifício principal está uma capela, de forma octogonal e com cúpula. A capela, dedicada ao Senhor do Bonfim, foi construída por ordem do Desembargador Veríssimo Mendonça Manuel, que habitou a Horta do Ourives no Século XVIII.[carece de fontes?] A estrutura octogonal da capela merece revelo como exemplo da arquitectura barroca no Algarve.[carece de fontes?] No seu interior podem ser vistos relevos, em massa, semelhantes aos exibidos na anexa Casa das Figuras e no Celeiro de São Francisco, ambos propriedade do dito Desembargador, cujo filho foi o Capitão Mor Manuel de Mendonça Figueiredo Manuel.[carece de fontes?]

## Ligações exteriores
- «Site do Solar do Capitão Mor (Horta do Ourives) no âmbito do Teatro Municipal de Faro»
- Conjunto da Casa Nobre, Capela e antigas dependências agrícolas da Horta do Ourives na base de dados Ulysses da Direção-Geral do Património Cultural
- Conjunto da Horta do Ourives / Quinta do Ourives na base de dados SIPA da Direção-Geral do Património Cultural
- «Foto da capela do Solar antes da recuperação do edifício (2005)»
- «Página sobre o conjunto da Horta do Ourives, no sítio electrónico da Câmara Municipal de Faro»

## Leitura recomendada
- FERNANDES, José Manuel; JANEIRO, Ana (Dezembro de 2005). Arquitectura no Algarve: Dos primórdios à actualidade, uma leitura de síntese (PDF). Faro: Comissão de Coordenação e Desenvolvimento Regional do Algarve. ISBN 972-643-138-7
- Lameira, Francisco I. C. (1995). Faro: Edificações Notáveis. Faro: Câmara Municipal de Faro. 89 páginas